# Tregua olímpica

Plano de Olimpia (el ancho completo del plano representa 625 m). Los colores de los edificios representan distintos periodos: periodo arcaico, periodo clásico, periodo helenístico y periodo romano.

La promesa de la tregua olímpica (en griego antiguo: ἐκεχερία [ekecheiria]; en neogriego: Ολυμπιακή εκεχειρία; en latín: Indutiae Olympicae), también conocida como la paz olímpica, era un periodo en el cual las guerras se suspendían temporalmente, con objetivo de que los deportistas pudieran desplazarse a Olimpia para participar en los Juegos Olímpicos Antiguos y luego volver a sus ciudades en paz.
La ciudad de Olimpia tenía el estatus de territorio o zona neutral, por ello, aunque las ciudades se encontraran en guerra, sus representantes podían participar en los juegos y, eventualmente, reunirse en Olimpia para realizar negociaciones de paz. Se atribuye la firma de la primera tregua olímpica a los reyes Licurgo de Esparta, Ífito de Élide y Cleóstenes de Pisa.

## Era moderna
En 1991, a raíz de las Guerras Yugoslavas y las sanciones impuestas por el Consejo de Seguridad de las Naciones Unidas, el Comité Olímpico Internacional (COI) comienza a estudiar la restauración de la tregua olímpica, y el 21 de julio de 1992, su 99 Asamblea insta a todos los Estados a observarla para los Juegos Olímpicos de Barcelona 1992. Posteriormente, en su resolución 48/11, de 25 de octubre de 1993, la Asamblea General de las Naciones Unidas, también insta a los Estados miembros a que observaran la tregua olímpica. 